# 이정화 (교수)
이정화는 대한민국 출신의 독일 베를린 베를린 보이트 기술대학교 기계공학과 교수이다. 대한민국 소재 지방대 출신 박사가 유럽권 대학 교수로 임용된 몇 안 되는 사례로 꼽힌다.

## 학력
- 계명대학교 산업공학과 졸업
- 계명대학교 산업공학 석사
- 계명대학교 산업공학 박사

## 경력
- 독일 인프로(INPRO) 근무
- 폴크스바겐 근무
- 2011년 4월 ~ 현재, 베를린 보이트 기술대학교(Beuth-Hochschule für Technik Berlin 공식 홈페이지) 교수